# Dinastia seljúcida
|  | No s'ha de confondre amb Dinastia selèucida. |

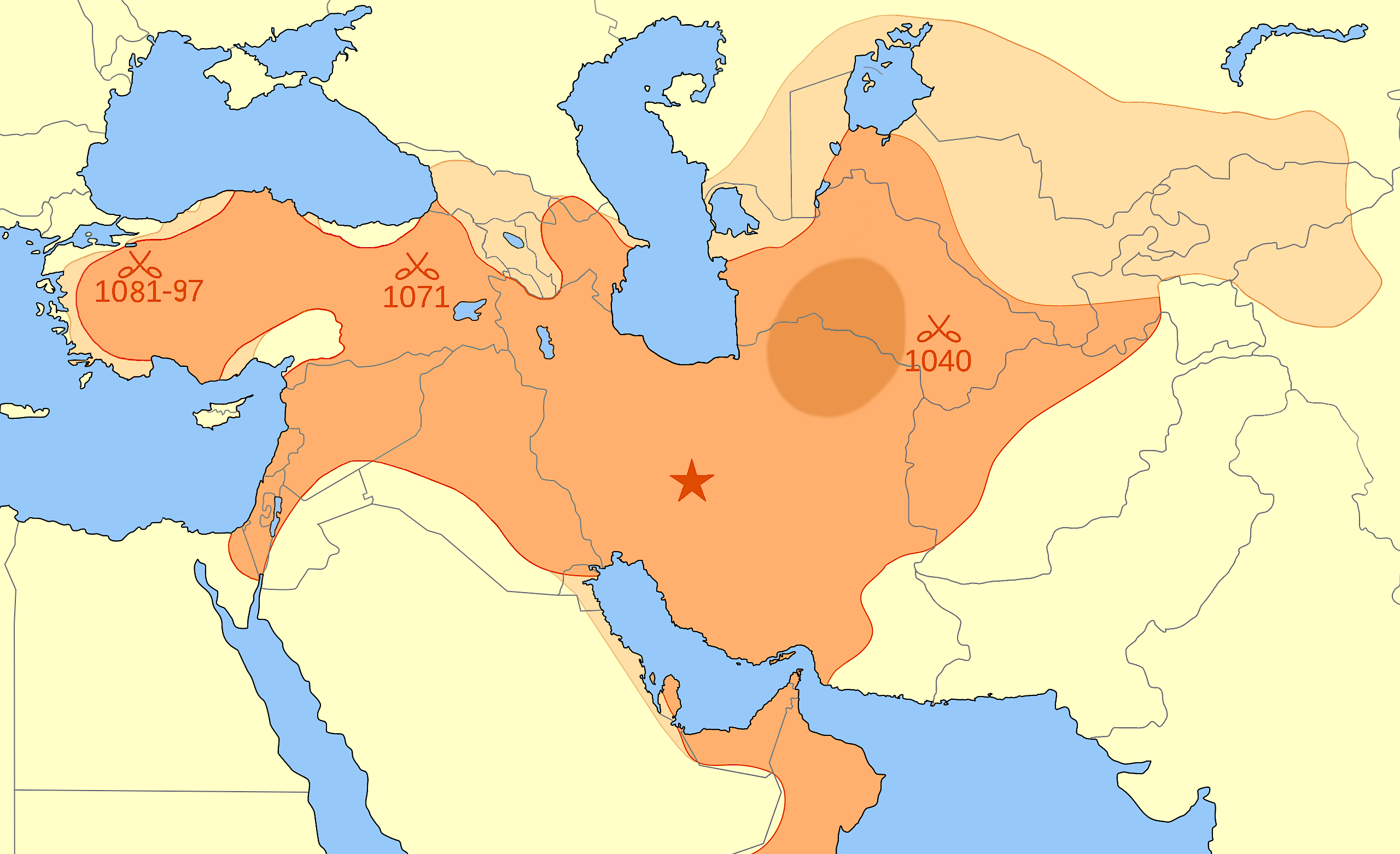
Màxima extensió de l'Imperi Seljúcida

La dinastia seljúcida o, simplement, els seljúcides fou una dinastia oghuz sunnita i contribuí a la tradició turcopersa a l'Orient Pròxim i l'Àsia central durant l'edat mitjana. Els seljúcides fundaren l'Imperi Seljúcida i el Soldanat de Rum, que en el seu punt àlgid s'estenien des d'Anatòlia fins a l'Iran, i foren atacats pels croats durant la Primera Croada. L'últim governant seljúcida conegut fou Massud II, que fou vassall dels mongols a finals del segle xiii i principis del xiv.

## Història
Els seljúcides es van originar a la branca Kinik dels turcs oghuz, que al segle viii vivien a la perifèria del món musulmà, al nord de la mar Càspia i del mar d'Aral, a l'estat Oghuz Yabgu, a l'estepa kazakh del Turquestan. Durant el segle x, a causa de diversos esdeveniments, els oghuz havien entrat en contacte estret amb les ciutats musulmanes.
Quan Seljuk, el líder del clan Seljuk, va caure davant Yabghu, el cap suprem dels Oghuz, va separar el seu clan del gruix dels turcs ghuz i va establir el campament a la riba oest del baix Sirdarià. Cap al 985, Seljuk es va convertir a l'islam. Al segle xi, els seljúcides van emigrar des de les seves pàtries ancestrals a la Pèrsia continental, a la província de Khurasan, on es van trobar amb l'imperi Gaznàvida. Els seljúcides van derrotar els gaznavides a la batalla de les planes de Nasa el 1035. Tughril, Chaghri i Yabghu van rebre insígnies de governador, concessions de terres i se'ls va donar el títol de dekhan. A la batalla de Dandanaqan van derrotar un exèrcit gaznàvida, i després de l'èxit del setge a Esfahan per part de Tughril el 1050/51, van establir un imperi anomenat després el Gran Imperi Seljúcida. Els seljúcides es van barrejar amb la població local i van adoptar la cultura persa i la llengua persa en les dècades següents.
Després d'arribar a Pèrsia, els seljúcides van adoptar la cultura persa i van utilitzar la llengua persa com a llengua oficial del govern, i va tenir un paper important en el desenvolupament de la tradició turco-persa que presenta "la cultura persa patrocinada pels governants turcs". Avui en dia se’ls recorda com a grans mecenes de la cultura, l'art, la literatura i la llengua perses.

## Governants seljúcides

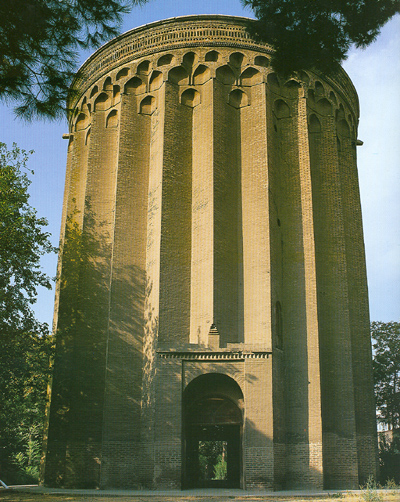
Torre Toghrol, un monument del al sud de Teheran que commemora Toğrül.

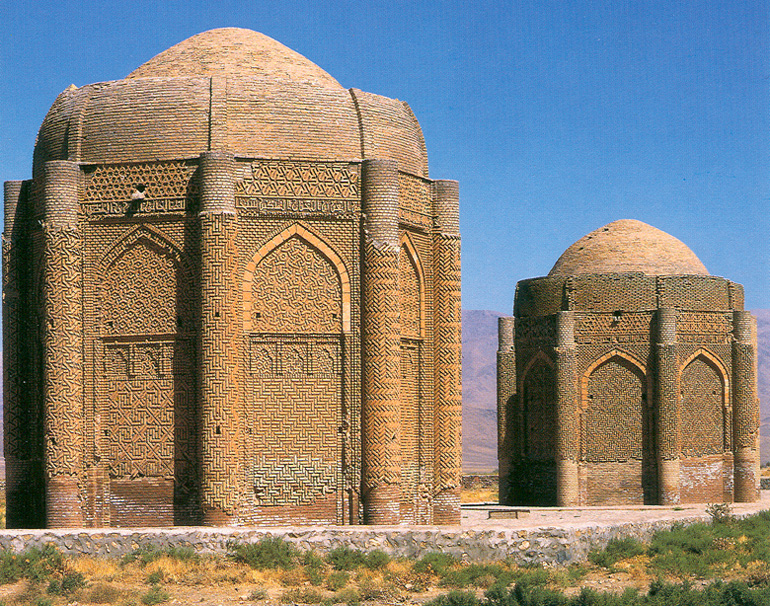
Les torres bessones de Kharāghān, construïdes a l'Iran el 1053 per allotjar les restes dels prínceps seljúcides.

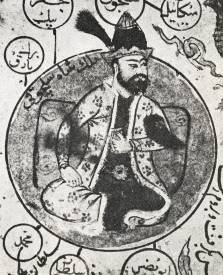
Imatge de Màlik-Xah I

### Governants de la dinastia seljúcida
Els «grans seljúcides» eren caps de família; en teoria, la seva autoritat s'estenia sobre totes les altres línies seljúcides, tot i que a la pràctica sovint no era així. El costum turc demanava que el membre sènior de la família fos el «Gran Seljuq», tot i que normalment la posició estava associada al governant de Pèrsia occidental.
| Títol | Nom                                   | Regnat    |
| --- | ------------------------------------- | --------- |
| Bei بیگ | Toghril Beg I طغرل                    | 1037-1063 |
| Bei بیگ | Sulayman-Xah سُلَیمانشاہ                | 1063      |
| Sultà سلطان | Alp Arslan الپ ارسلان                 | 1063-1072 |
| Sultà سلطان Jalal-ad-Dawla جلال الدولہ | Màlik-Xah I ملک شاہ اول               | 1072-1092 |
| Sultà/> سلطان Nàssir-ad-Dunya wa-d-Din ناصر الدنیا والدین | Mahmud ibn Màlik-Xah محمود بن ملک شاہ | 1092-1094 |
| Sultà سلطان Abu-l-Mudhàffar Rukn-ad-Dunya wa-d-Din أبو المظفر رکن الدنیا والدین | Barkyaruq برکیاروق بن ملک شاه         | 1094-1105 |
| Sultà سلطانMuïzz-ad-Din معز الدین | Màlik-Xah II ملک شاہ الثانی           | 1105      |
| Sultà سلطان Ghiyath-ad-Dunya wa-d-Din غیاث الدنیا والدین | Muhàmmad ibn Màlik-Xah محمد تپار      | 1105–1118 |
| Sultà سلطان Muïzz-ad-Din معز الدین | * Àhmad Sanjar احمد سنجر              | 1118–1153 |
| La dinastia Anuixtigínida substitueix la dinastia seljúcida. Des del 1157, els oghuz van prendre el control de gran part de Khurasan, amb la resta en mans d'antics emirs seljúcides. |                                       |           |

El fill de Muhàmmad, Mahmud II, el van succeir a l'oest de Pèrsia, però Àhmad Sanjar, que era el governador de Khurasan en aquell moment, era el membre sènior de la família, es va convertir en el gran soldà seljúcida.

### Sultans seljúcides de Hamadan

El Gran Imperi Seljúcida el 1092, a la mort de Màlik-Xah I.

Els governants de Pèrsia occidental, que mantenien un control molt fluix sobre els abbàssides de Bagdad. Diversos emirs turcs van guanyar un fort nivell d'influència a la regió, com els eldidúzides.
- Mahmud II 1118–1131
- 1131–1134 disputat entre:
  - Dawud
  - Massud (a Jibal i Azerbaidjan iranià) 1131
  - Toghrul II 1132–1134
- Massud 1133–1152
- Màlik-Xah III 1152–1153
- Muhàmmad II
- Sulayman-Xah 1160–1161
- Arslan-Xah 1161–1174
- Toghrul III 1174–1194

El 1194, Tugrul III va ser assassinat en una batalla amb el xa de Coràsmia, que va annexionar Hamadan.

### Governants seljúcides de Kerman

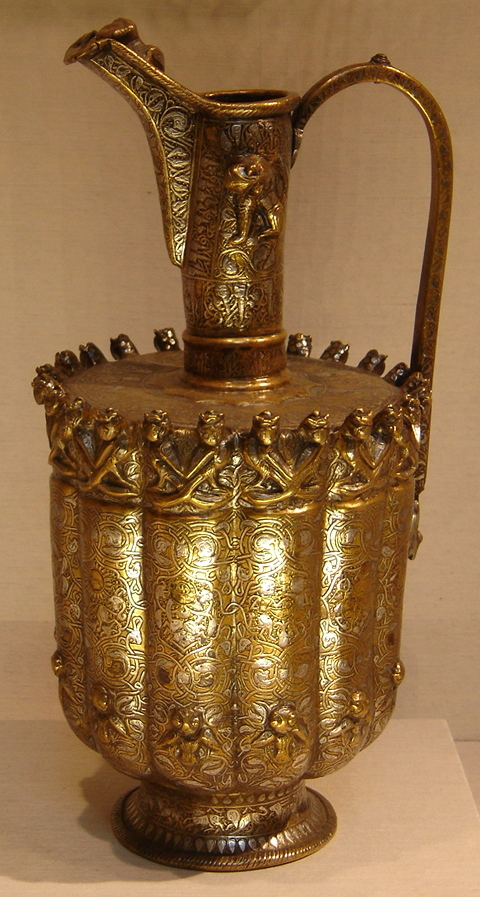
Art de l'època seljúcida: Ewer d'Herat, Afganistan, del 1180 al 1210. Llautó treballat en repousse i incrustat amb plata i betum. Museu Britànic.

Kerman era una província al sud de Pèrsia. Entre el 1053 i el 1154, el territori també incloïa Oman.
- Qawurd 1041-1073
- Kerman Shah 1073-1074
- Sultan Shah 1074-1075
- Hussayn Omar 1075-1084
- Turan Shah I 1084-1096
- Iranshah ibn Turanshah 1096-1101
- Arslan Shah I 1101–1142
- Mehmed I 1142-1156
- Tuğrul Shah 1156–1169
- Bahram-Shah 1169–1174
- Arslan Shah II 1174–1176
- Turan Shah II 1176–1183
- Muhammad Shah 1183-1187

Muhàmmad va abandonar Kerman, que va caure en mans del cap oghuz Màlik Dinar. Kerman va ser finalment annexionat per l'Imperi Corasmi el 1196.

### Governants seljúcides a Síria
- Abu-Saïd Taj-ad-Dawla Tútuix I 1085-1086
- Jalal-ad-Dawla Màlik-Xah I del Gran Seljuk 1086-1087
- Qàssim-ad-Dawla Abu-Saïd Aq Sunqur al-Hajib 1087-1094
- Abu-Saïd Taj-ad-Dawla Tútuix I (segona vegada) 1094-1095
- Fakhr-al-Mulk Radwan 1095–1113
- Tad-ad-Dawla Alp Arslan al-Àkhras 1113–1114
- Sultan-Xah 1114-1123

Als ortúqides
Sultans / emirs de Damasc :
- Aziz ibn Abaaq al-Khwarazmi 1076–1079
- Abu-Saïd Taj-ad-Dawla Tútuix I 1079-1095
- Abu-Nasr Xams-al-Muluk Duqaq 1095-1104
- Tútuix II 1104
- Muhyi-d-Din Baktaix (Ertaş) 1104

Damasc pres pel burida Tughtikín

### Sultans seljúcides de Rum (Anatòlia)

El sultanat seljúcida de Rum el 1190, abans de la tercera croada

Aquesta branca seljúcida, que ja havia estat privada de qualsevol poder significatiu, va acabar efectivament a principis del segle xiv.
- Kutalmix 1060-1077
- Sulayman I 1077-1086
- Dawud Kilij Arslan I 1092-1107
- Màlik-Xah 1107–1116
- Rukn-ad-Din Massud I 1116–1156
- Izz-ad-Din Kilij Arslan II 1156–1192
- Ghiyath-ad-Din Kaykhusraw I 1192–1196
- Sulayman II 1196-1204
- Kilij Arslan III 1204-1205
- Ghiyath-ad-Din Kaykhusraw I (segona vegada) 1205–1211
- Izz-ad-Din Kaykaus I 1211–1220
- Alà-ad-Din Kayqubad I 1220–1237
- Ghiyath-ad-Din Kaykhusraw II 1237–1246
- Izz-ad-Din Kaykaus II 1246–1260
- Rukn-ad-Din Kilij Arslan IV 1248–1265
- Alà-ad-Din Kayqubad II 1249–1257
- Ghiyath-ad-Din Kaykhusraw III 1265–1282
- Ghiyath-ad-Din Massud II 1282-1284
- Alà-ad-Din Kayqubad III 1284
- Ghiyath-ad-Din Massud II (segona vegada) 1284–1293
- Alà-ad-Din Kayqubad III (segona vegada) 1293–1294
- Ghiyath-ad-Din Massud II (tercera vegada) 1294-1301
- Alà-ad-Din Kayqubad III (tercera vegada) 1301-1303
- Ghiyath-ad-Din Massud II (quarta vegada) 1303-1307